# Чипор, Яндро
Яндро Чипор (серб. Јандро Чипор; 1902, Вуроти — начало ноября 1941, Чунтич) — югославский крестьянин, партизан Народно-освободительной войны, Народный герой Югославии.

## Биография
Родился в 1902 году в деревне Вуроти в богатой крестьянской семье. До Второй мировой войны был крестьянином, состоял в Хорватской крестьянской партии, хотя симпатизировал коммунистам. В 1935 году принят в Коммунистическую партию Югославии.
С 1941 года на фронте Народно-освободительной войны. Избран в Сисакский окружной комитет Компартии Хорватии, служил в Сисакском партизанском отряде. В ноябре 1941 года попал в засаду усташей в деревне Чунтич и погиб в бою.
21 ноября 1953 посмертно награждён орденом и званием Народного героя Югославии.